# Xemeneia de Figueres
La Xemeneia de Figueres és una xemeneia del municipi de Figueres (Alt Empordà) que forma part de l'Inventari del Patrimoni Arquitectònic de Catalunya. És una xemeneia situada al centre de la ciutat. Aquesta xemeneia és l'únic element que es conserva d'una antiga fàbrica. És una xemeneia circular feta totalment de maó, col·locada sobre una base quadrada amb coberta a quatre vessants de la que arrenca la xemeneia. A la part més alta podem veure que s'han col·locat uns reforços de ferro per evitar que la xemeneia es pugui escardar.